# Cương Thành
Cương Thành (chữ Hán giản thể: 钢城区, âm Hán Việt: Cương Thành khu) là một quận thuộc địa cấp thị Tế Nam, tỉnh Sơn Đông, Cộng hòa Nhân dân Trung Hoa. Quận Cương Thành nằm ở tây nam của Sơn Đông, có diện tích 336 km², dân số năm 2001 là 230.000 người. Quận Cương Thành được chia thành 1 nhai đạo biện sự xứ (Thành Tử Pha) và 3 trấn (Nhan Trang, Lý Tân, Hoàng Trang). 